# Wahlen zum Repräsentantenhaus der Vereinigten Staaten 1860
Bei den Wahlen zum Repräsentantenhaus der Vereinigten Staaten 1860 wurden ab dem 6. August 1860 an verschiedenen Wahltagen die Abgeordneten des Repräsentantenhauses gewählt. Die Wahlen waren Teil der allgemeinen Wahlen zum 37. Kongress der Vereinigten Staaten in jenem Jahr, bei denen auch ein Drittel der US-Senatoren gewählt wurden. Gleichzeitig fand auch die Präsidentschaftswahl des Jahres 1860 statt, die der Republikaner Abraham Lincoln gewann. Die Wahl Lincolns gab den letzten Anstoß zur Sezession der Südstaaten. Bereits am 20. Dezember 1860 erklärte South Carolina als erster Staat seinen Austritt aus der Union.
Zum Zeitpunkt der Wahlen bestanden die Vereinigten Staaten noch aus 33 Bundesstaaten. Die Zahl der zu wählenden Abgeordneten betrug 240. Allerdings waren beim Zusammentritt des neu gewählten Kongresses 57 Abgeordnete aus den Südstaaten, die ihren Austritt aus der Union erklärt hatten, nicht mehr vertreten. Daher gab es beim Beginn der neuen Legislaturperiode nur 183 Abgeordnete im Repräsentantenhaus. Die Sitzverteilung basierte auf der Volkszählung von 1850.
Die Wahl von 1860 war die letzte vor dem Amerikanischen Bürgerkrieg und war von den Themen des Konflikts zwischen den Nord und Südstaaten überschattet. Auch der Wahlkampf stand unter diesem Vorzeichen. Zwischen den Kongresswahlen und dem Beginn der Legislaturperiode des 37. Kongresses waren die Staaten South Carolina, Mississippi, Florida, Alabama, Georgia, Louisiana und Texas aus der Union ausgetreten, was diese aber nicht anerkannte. Diese Staaten zogen ihre Abgeordneten, die noch bei den vorherigen Wahlen gewählt worden waren, aus Washington ab. Die 1860 gewählten Kandidaten aus diesen Staaten traten ihre Mandate erst gar nicht an. Daher ist das für die Legislaturperiode relevante Wahlergebnis nur auf die verbliebenen 183 Kongressabgeordneten bezogen. Vergleiche mit der Wahl von 1858 sind daher wenig aussagekräftig. Die Demokraten, die mit den Südstaaten eine ihre Stammregionen verloren, errangen nur 44 Mandate. Die Republikaner kamen auf 108 Sitze und erreichten damit die Mehrheit. Allerdings mussten sie acht Sitze im Vergleich zu 1858 abgeben, was nichts mit dem Südstaatenaustritt zu tun hatte. Vielmehr profitierte die neue kurzlebige Constitutional Union Party davon. Diese Partei trat für den Erhalt der Union ein und erreichte 26 Sitze.
Frauen und Sklaven waren weder wahlberechtigt noch wählbar. In vielen Bundesstaaten waren auch freie Afroamerikaner von der Wahl ausgeschlossen.

## Wahlergebnis
- Demokratische Partei 44 (83) Sitze
- Republikanische Partei 108 (116) Sitze
- Constitutional Union Party: 26 Sitze
- Sonstige: 5 Sitze

Gesamt: 183 (Reduzierung wegen des Austritts der Südstaaten, Wegfall von 57 Sitzen)
In Klammern sind die Ergebnisse der letzten Wahl zwei Jahre zuvor. Veränderungen im Verlauf der Legislaturperiode, die nicht die Wahlen an sich betreffen, sind bei diesen Zahlen nicht berücksichtigt, werden aber im Artikel über den 37. Kongress im Abschnitt über die Mitglieder des Repräsentantenhauses bei den entsprechenden Namen der Abgeordneten vermerkt. Das Gleiche gilt für Wahlen in Staaten, die erst nach dem Beginn der Legislaturperiode der Union beitraten. Daher kommt es in den Quellen gelegentlich zu unterschiedlichen Angaben, da manchmal Veränderungen während der Legislaturperiode in die Zahlen eingearbeitet wurden und manchmal nicht.